# 香港1967年元旦授勳名單
香港1967年元旦授勳名單1967年1月1日於《倫敦憲報》刊登，共有30人授勳及嘉獎。授勳典禮於6月14日在督憲府舉行。

## 授勳名單

### 聖米迦勒及聖喬治勳章

#### 聖米迦勒及聖喬治同胞勳章（CMG勳銜）
- 鄧炳輝醫生，OBE，JP
- 鄔勵德先生（Alec Michael John Wright, Esq.）

### 英帝國勳章

#### 英帝國司令勳章（CBE勳銜）
- 李卓敏博士

#### 英帝國官佐勳章（OBE勳銜）
- 布特豪上校，MBE，ED（Colonel Henrique Alberto de Barros BOTELHO）
- 鄭棟材先生
- 戴維斯教授（Sydney George DAVIS, Esq.）
- 黃宣平議員

#### 英帝國員佐勳章（MBE勳銜）
- 陳漢賢先生
- 張作登先生
- 何蔭璇先生
- 林繼振先生
- 羅士庇夫人，JP（Rosa, Mrs. LOSEBY）
- 傅禮安先生（Benjamin THORNE, Esq.）
- 陳超常先生
- 張瑞榮先生

### 帝國服務勳章（ISO勳銜）
- 楊金安先生，ISO

### 英帝國獎章（BEM）
- 張國華先生
- 黃才先生，CPLSM，CPM
- 劉浩汝先生

### 殖民地警察獎章（CPM）
- 司徒志仁先生
- 伊令和先生（Michael Clafton ILLINGWORTH）
- 盧善先生（Alexander Grainger ROSE）
- 皮雅士先生（Derek John PEARCE）
- 奧米拉先生（John Roe O'MEARA）
- 葉慶祥先生
- 鍾長友警長
- 黃鏡秋先生
- 羅威先生（Percy LOWE）
- 達輝先生（John DUFFY）
- 梁舜瑤先生